# لیندن دیوید هال
لیندن دیوید هال (انگلیسی: Lynden David Hall؛ ‏ ۷ مهٔ ۱۹۷۴ – ۱۴ فوریهٔ ۲۰۰۶) خواننده، ترانه‌سرا، تنظیم‌کننده و تهیه‌کننده موسیقی اهل انگلستان بود. وی بین سال‌های ۱۹۹۷ تا ۲۰۰۶ میلادی فعالیت می‌کرد.
از فیلم‌ها یا مجموعه‌های تلویزیونی که وی در آن‌ها نقش داشته‌است، می‌توان به در واقع عشق اشاره نمود.